# Universidade Federal de Catalão
A Universidade Federal de Catalão (UFCAT) é uma instituição de ensino superior pública federal brasileira, sediada na cidade de Catalão, estado de Goiás. Foi criada em 20 de março de 2018, a partir do desmembramento da Universidade Federal de Goiás. É uma das três universidades federais do estado, ao lado da Universidade Federal de Goiás (UFG) e da Universidade Federal de Jataí (UFJ). 
A antiga Universidade Federal de Goiás - Regional Catalão ocupava o Ranking de 8ª melhor universidade do país, de acordo com a Academic Ranking of World Universities, popularmente conhecida como Ranking de Shangai. A classificação, feita em 2019, coloca a UFG à frente de universidades consideradas importantes no Brasil como a Universidade Federal de São Carlos (UFSCar) e Universidade de Brasília (UnB). De acordo com informações do site da ARWU, o ranking considera todas as universidades que possuem prêmios Nobel, Medalha Fields, pesquisadores altamente citados ou trabalhos publicados em Nature ou Science. Além disso, universidades com uma quantidade significativa de trabalhos indexados pelo Science Citation Index-Expanded (SCIE) e Social Science Citation Index (SSCI) também estão incluídas. No total, mais de 1 800 universidades são realmente classificadas e as melhores 1 000 são publicadas.
O portal da ARWU traz ainda explicações sobre a metodologia adotada pela ARWU. As universidades são classificadas por vários indicadores de desempenho acadêmico ou de pesquisa, incluindo ex-alunos e funcionários vencedores de prêmios Nobel e medalhas de campo, pesquisadores altamente citados, trabalhos publicados em Nature and Science, trabalhos indexados nos principais índices de citação e desempenho acadêmico per capita de uma instituição. Para cada indicador, a instituição de maior pontuação recebe uma pontuação de 100 e outras instituições são calculadas como uma porcentagem da pontuação máxima. A distribuição dos dados para cada indicador é examinada quanto a qualquer efeito de distorção significativo; técnicas estatísticas padrão são usadas para ajustar o indicador, se necessário. A classificação de uma instituição reflete o número de instituições que se situam acima dela.
A universidade detém uma grande influência no desenvolvimento de pesquisas, apoiada em instituições de fomento à pesquisa, o que garante sua excelência no cenário universitário, tais como CNPq, CAPES e FAPEG.
A UFCAT detém uma grande influência também no campo de extensão em diversos projetos protagonizados pelas três grandes áreas do conhecimento: Ciências Humanas, Ciências Exatas e Ciências Biológicas. 
A UFCAT conta com os seguintes cursos de graduação presenciais: 

| Administração             | Bacharelado                 |
| Ciências Biológicas       | Bacharelado ou Licenciatura |
| Ciência da Computação     | Bacharelado                 |
| Ciências Sociais          | Bacharelado ou Licenciatura |
| Educação Física           | Licenciatura                |
| Educação do Campo         | Licenciatura                |
| Enfermagem                | Bacharelado                 |
| Engenharia Civil          | Bacharelado                 |
| Engenharia de Minas       | Bacharelado                 |
| Engenharia de Produção    | Bacharelado                 |
| Engenharia Mecânica       | Bacharelado                 |
| Engenharia Mecatrônica    | Bacharelado                 |
| Física                    | Bacharelado ou Licenciatura |
| Geografia                 | Bacharelado ou Licenciatura |
| História                  | Bacharelado ou Licenciatura |
| Letras - Português        | Licenciatura                |
| Letras - Português/Inglês | Licenciatura                |
| Matemática                | Licenciatura                |
| Matemática Industrial     | Bacharelado                 |
| Medicina                  | Bacharelado                 |
| Pedagogia                 | Licenciatura                |
| Psicologia                | Bacharelado/Licenciatura    |
| Química                   | Bacharelado ou Licenciatura |